# Flight Girls
Flight Girls (original: View from the Top, alternativ: Flight Girls – Blondinen im Anflug) ist eine US-amerikanische Filmkomödie von Bruno Barreto aus dem Jahr 2003.

## Handlung
Donna Jensen lebt in einer Kleinstadt in Nevada. Sie liest die Biografie der Flugbegleiterin Sally Weston und träumt von einer Karriere als Flugbegleiterin.
Donna wird zuerst bei einer kleinen Fluglinie eingestellt. In dieser Zeit lernt sie Ted Stewart kennen. Die beiden verlieren sich aber wieder aus den Augen. Donna bewirbt sich mit ihren Kolleginnen Christine Montgomery und Sherry bei einer großen Fluggesellschaft. Sherry besteht die Aufnahmeprüfung jedoch nicht. Donna trifft Sally Weston und bemüht sich um Arbeit auf den internationalen Linien, aber schneidet bei einem Test schlecht ab, obwohl sie eigentlich die Beste ihrer Ausbildungsgruppe war. Jensen wird für Inlandsflüge zugeteilt und lebt in Cleveland. Dort trifft sie zufällig auf Ted, der beeindruckt durch ihre  Zielstrebigkeit vor einem Jahr sein Jurastudium wieder aufgenommen hat, und verliebt sich in ihn.
Donna spricht mit Sally Weston über die Testergebnisse, Weston lässt den Test von Donna zu sich faxen. Er ist nicht mit Donnas Handschrift ausgefüllt. Die Frauen kommen dahinter, dass Christine die Tests vertauscht hat. Ferner erinnert sich Weston, dass während eines Besuches von Christine aus ihrem Badezimmer zahlreiche Seifestücke gestohlen wurden. Sie ruft den Sicherheitsdienst an, damit Christine beobachtet wird. Christine wird später des Diebstahls von Firmeneigentum überführt und entlassen. 
Jensen darf den Test wiederholen, sie besteht ihn mit der maximalen Punktezahl. Ihr werden Flüge nach Paris angeboten, wofür sie allerdings nach New York City ziehen müsste. Sie nimmt den Job für einige Zeit an, kehrt dann aber aus Liebe zu Ted zurück nach Cleveland.
Donna will mit Ted ihr Leben verbringen, da sie nur so glücklich sein kann. Dafür muss sie aber ihren Job als Flugbegleiterin für Langstreckenflüge aufgeben.
In der letzten Szene sieht man Donna, wie sie als Pilotin auf einem Kurzstreckenflug ihren Fluggästen während der Landung in Cleveland einen schönen Tag wünscht.

## Kritiken
- Roger Ebert schrieb in der Chicago Sun-Times (22. März 2003), die Geschichte sei „süß“ und „unschuldig“. Er genoss den Film, in dem man das Spiel der richtig besetzten Gwyneth Paltrow mögen könne. Die Komödie könne nicht ein erwachsenes Publikum begeistern, aber sie könne die weiblichen Teenager faszinieren.[3]

- Stephanie Zacharek schrieb auf salon.com, der Regisseur Bruno Barreto respektiere sein Publikum statt es mit Witzen zu bombardieren. Sie lobte die Leistungen der Darsteller, vor allem jene von Gwyneth Paltrow.[4]

- Die Zeitschrift Cinema 9/2003 bezeichnete den Film als „ambivalent“.

## Auszeichnungen
Christina Applegate wurde 2003 für den Teen Choice Award nominiert.

## Hintergrund
Die Komödie wurde in den USA in über 2.500 Kinos gezeigt und spielte bis zum 27. April 2003 etwa 15,59 Mio. US-Dollar ein.

## Trivia
- George Kennedy hat hier einen Gastauftritt als Passagier in der First Class.
- Im Jahr 2019 veröffentlichte der Schauspieler und Comedian Richard Ayoade mit Ayoade on Top eine komödiantische Analyse von Flight Girls als cineastisches Meisterwerk.